# Харт, Николь Тейлор
Нико́ль Те́йлор Харт (англ. Nicole Taylor Hart), настоящее имя — Дже́ннифер Нико́ль Ке́дзич (англ. Jennifer Nicole Cedzich; 27 сентября 1968, Нашвилл, Теннесси, США) — американская актриса.

## Биография
Дженнифер Николь Кедзич (настоящее имя Николь Тейлор Харт) родилась 27 сентября 1968 года в Нашвилле (штат Теннесси, США) в семье автора песен Криса Гэнтри и Мэри Кейсон.
Дженнифер дебютировала в кино в 2001 году под псевдонимом Николь Тейлор Харт, сыграв роль видеографа на вечеринке в фильме «Ванильное небо». В 2007 году Николь Тейлор завершила кинокарьеру, сыграв в 3 фильмах и телесериалах. Также она является автором песен и композитором.
В 2000—2008 года Николь Тейлор была замужем за музыкантом Эмерсоном Хартом (род.1969). У бывших супругов есть дочь — Люсьенн Элизабет Харт (род.04.10.2007).